# Cantab Hall
Cantab Hall, född 20 januari 2001 på Walnut Hall Farm i Lexington i Kentucky i USA, död 23 januari 2023 på Hanover Shoe Farms i Hanover i Pennsylvania, var en amerikansk varmblodig travhäst och avelshingst. Han tränades av Ron Gurfein i Nordamerika.

## Karriär
Cantab Hall tävlade åren 2003–2004 och sprang in 10,7 miljoner kronor på 23 starter varav 14 segrar, 5 andraplatser och 2 tredjeplats. Han utsågs till "Årets 2-åring" i Nordamerika 2003. Han tog karriärens största seger i Breeders Crown 2YO Colt & Gelding Trot (2003). Han kom även på andraplats i både Hambletonian Stakes (2004) och Yonkers Trot (2004).

### Som avelshingst
Efter tävlingskarriären har han varit avelshingst, verksam vid Hanover Shoe Farms i Hanover, Pennsylvania. Han har lämnat efter sig stjärnor som Explosive Matter (2006), Tamla Celeber (2007), Delicious U.S. (2009), Uncle Peter (2009), Father Patrick (2011), Volstead (2011), Wild Honey (2012), Darling Mearas (2013), Heart of Steel (2014) och Click Bait (2016). Han tilldelades avelsbedömningen "A - Mycket god förärvning" för sin utomordentliga förärvning.

### Död
Cantab Hall avlivades den 23 januari 2023 vid 22 års ålder.